# جروم هندرسون (بازیکن بسکتبال)
جروم هندرسون (انگلیسی: Jerome Henderson؛ زادهٔ ۵ اکتبر ۱۹۵۹) بازیکن بسکتبال اهل ایالات متحده آمریکا است. از باشگاه‌هایی که در آن بازی کرده‌است می‌توان به میلواکی باکس و لس آنجلس لیکرز اشاره کرد.